# 五角星

一顆五角星

五角星，又稱五芒星，是指一種有五隻尖角、並以五條等長直線畫成的星星圖形。英文「五角星」（pentagram）一詞出於希臘語（pentagrammos）或（pentegrammos）的名詞形式（pentagrammon），原意大概是「五條直線的」或「五條線」；而中文「五角星」的意義則顯而易見，指有五隻角的星形。然而，中文「五角星」不一定指本文所談論的「標準」五角星，有時亦泛指所有有五隻角的星形物。

## 歷史
五角星曾在古代被用作基督教的象徵，代表著五種感官或基督的五種傷口。五角星在14世紀的英語詩歌中起著重要作用，象徵著高文之盾。未具名的詩人也將該象徵的起源歸於所羅門王。

## 幾何

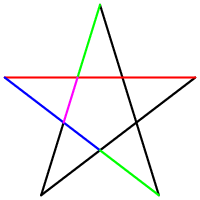
含有黄金分割的正五边形

五角星是边数最少的星形多邊形。最简单画它的方法是先画一个正五边形，把各角和其對角用直线相连，并擦去原来的五边形。也可以延长原五边形的各边直到它们相交，从而得到一个大的五角星。
黄金分割比（golden ratio），{\displaystyle \varphi ={\frac {1+{\sqrt {5}}}{2}}=1.618\cdots }，满足：
{\displaystyle \varphi =1+2\sin {\frac {\pi }{10}}=1+2\sin 18^{\circ }\,}
{\displaystyle \varphi ={\frac {1}{2\sin {\frac {\pi }{10}}}}={\frac {1}{2\sin 18^{\circ }}}\,}
{\displaystyle \varphi =2\cos {\frac {\pi }{5}}=2\cos 36^{\circ }\,}
在正五边形和五角星中扮演一个重要的角色。每条边都被分割成几段小的线段，如果用一对线段中较长线段的长度除以较短线段的长度将得到{\displaystyle \varphi }。
| {\displaystyle \varphi =} | 红色 | ＝ | 蓝色 | ＝ | 绿色 |
| {\displaystyle \varphi =} | 蓝色 | ＝ | 绿色 | ＝ | 紫色 |

大五边形的一条边与一条蓝色线段等长，同样的小五角星的一条对角线与一条绿色线段等长。
如果线段有长度（线条），那图中就有两个相似的正五边形。“线段”怎样，线条就怎样，并且它们的交点也可能变化。例如，在摩洛哥的国旗上，绿色五角星有一个黑色的外轮廓，它不“穿过”相交的线条。这跟埃塞俄比亚国旗上五角星中的完全黄色和没有外轮廓，是不一样的。

### 一些相关几何值
{\displaystyle \sin {\frac {\pi }{10}}=\sin 18^{\circ }={\frac {{\sqrt {5}}-1}{4}}={\frac {\varphi -1}{2}}={\frac {1}{2\varphi }}}
{\displaystyle \cos {\frac {\pi }{10}}=\cos 18^{\circ }={\frac {\sqrt {2(5+{\sqrt {5}})}}{4}}}
{\displaystyle \tan {\frac {\pi }{10}}=\tan 18^{\circ }={\frac {\sqrt {5(5-2{\sqrt {5}})}}{5}}}
{\displaystyle \cot {\frac {\pi }{10}}=\cot 18^{\circ }={\sqrt {5+2{\sqrt {5}}}}}
{\displaystyle \sin {\frac {\pi }{5}}=\sin 36^{\circ }={\frac {\sqrt {2(5-{\sqrt {5}})}}{4}}}
{\displaystyle \cos {\frac {\pi }{5}}=\cos 36^{\circ }={\frac {{\sqrt {5}}+1}{4}}={\frac {\varphi }{2}}}
{\displaystyle \tan {\frac {\pi }{5}}=\tan 36^{\circ }={\sqrt {5-2{\sqrt {5}}}}}
{\displaystyle \cot {\frac {\pi }{5}}=\cot 36^{\circ }={\frac {\sqrt {5(5+2{\sqrt {5}})}}{5}}}
因此，在一个有一个或两个36°角的等腰三角形里，两边中较长边的长度，是较短边的{\displaystyle \phi }倍，无论是锐角三角形或者钝角三角形。

## 國旗上的五角星

摩洛哥國旗

埃塞俄比亞國旗

有许多國家的國旗設計都包含五角星：如智利、賴比瑞亞、埃塞俄比亞、摩洛哥、越南、朝鲜民主主义人民共和国、中华人民共和国、美国等等。很多時候，五角星的中間被填滿，移除了五角形和五個等腰三角形之間的分界。Ivan Sache 指出，摩洛哥國旗上的五角星代表神和摩洛哥國之間的聯繫。

## 其他方面

晴明紋

- 五角星被很多国家的军队作为军官（尤其是高级军官）的军衔标志使用。
- 一直以來，五角星都與对金星和維納斯的崇拜有密切關係。造成這關係的各個可能原因中，最可信的是史前天文學家的觀察。由地球望去，圍著太陽的金星軌道每八年重覆一次。它自成的五個交叉點恰好畫出一個近乎完美的五角星。
- 在古希臘，五角星是大地女神科爾(Kore)的象徵。
- 在巴比倫，五角星被作為女神伊絲塔(Ishtar)的孿生姐姐冥界女神的符號。
- 在古埃及，五角星被作為冥界子宮的符號。
- 凱爾特人將五角星作為冥界女神摩根的象徵。
- 五角星是魔術的代表符號，是非猶太教徒的符號。初期基督教會亦有用五角星代表耶穌的五個傷口，但現在則多代表異教徒和撒但崇拜者。
- 五角星在魔法中是一種特別的圖形，用正的五角星作魔法陣是白魔法，用倒的五角星則是象徵黑魔法。
- 而在東方陰陽五行裡面，五行「相剋」的連線剛好是五角星。在日本，安倍晴明使用桔梗紋變形的五芒星，被稱為桔梗印，現在是晴明神社的神紋。
- 从最直观的方面看，五角星是最类似人形的多边形。
- 把五芒星倒过来（逆五芒星），在基督教内意思是把人的精神指向下，即地狱；在基督教里表示邪恶的符号，亦代表撒但，是撒旦教标志（倒五角星里面有山羊（罪人）的头象，重圆）撒旦教圣经的封皮为一个倒五角星标志。
- 五角星跟五角星的五的點連接的正五邊形可以表示一個為五行的相生和相剋，其中正五邊形可以表示一個為五行的相生，而五角星為五行的相剋。

## 外部連結
- Pentagons & Pentagrams（页面存档备份，存于）new facts about pentagons and pentagrams by Antonio Gutierrez from Geometry Step by Step from the Land of the Incas.  Key concept: Menelaus Theorem.
- The Pentagram（页面存档备份，存于）The Pentagram and Religion
- The Pythagorean Pentacle（页面存档备份，存于） from the Biblioteca Arcana.
- Miquel's Pentagram - Dynamic Geometry（页面存档备份，存于） by Antonio Gutierrez from Geometry Step by Step from the Land of the Incas.
- 埃里克·韦斯坦因. . MathWorld.（页面存档备份，存于）
- The Pythagorean Pentacle
- 埃里克·韦斯坦因. . MathWorld.（页面存档备份，存于）
- The Pentagram by DMGould  Ireland's Own Myths & Magic:（页面存档备份，存于）
- The Pentagram and Freemasonry（页面存档备份，存于）
- Pythagoreanism Web Site
- Signs of the Devil
- In-depth analysis of the Golden Ratio（页面存档备份，存于）